# Leutenbach (Oberfranken)

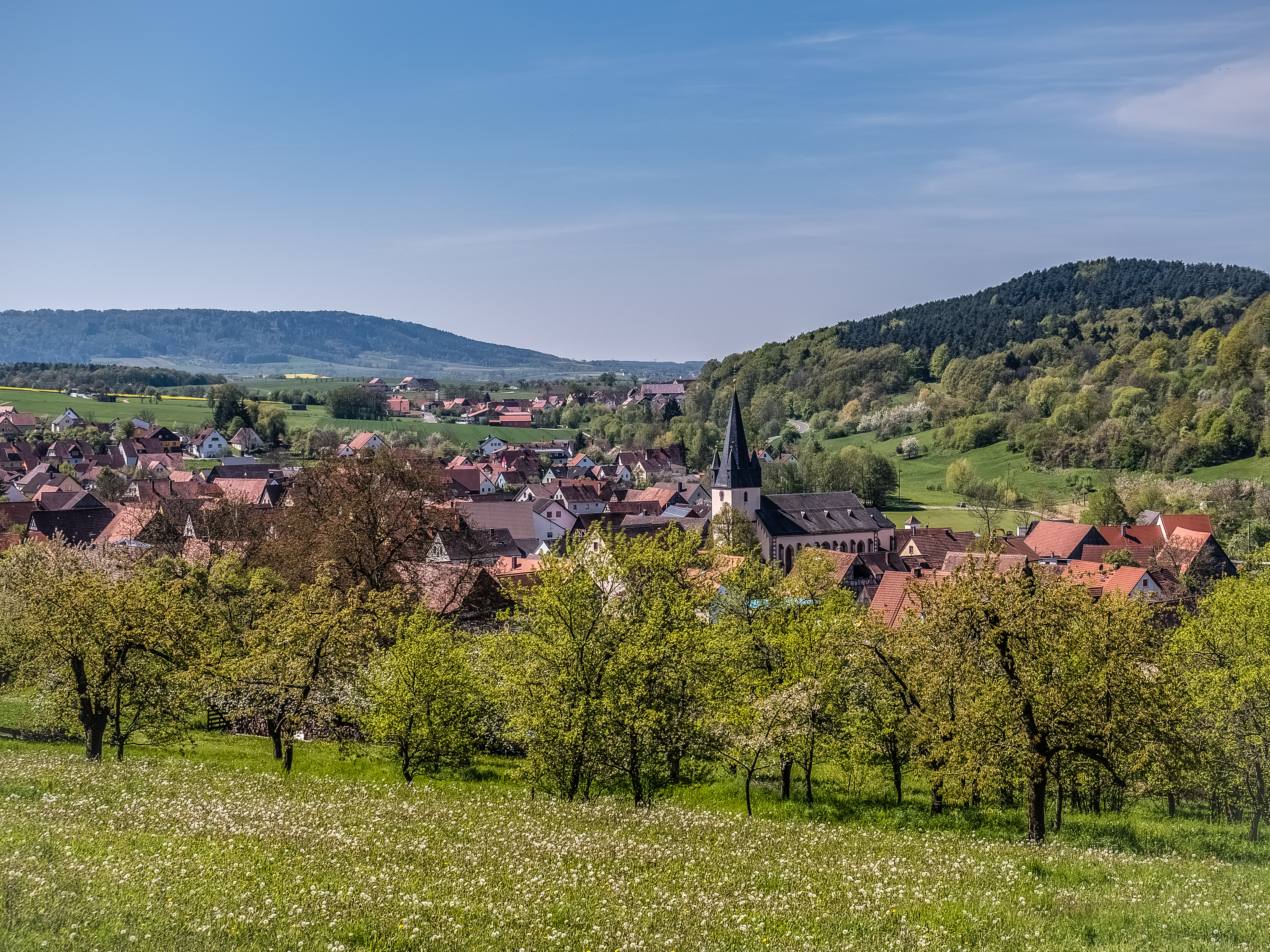
Blick auf Leutenbach, 2016

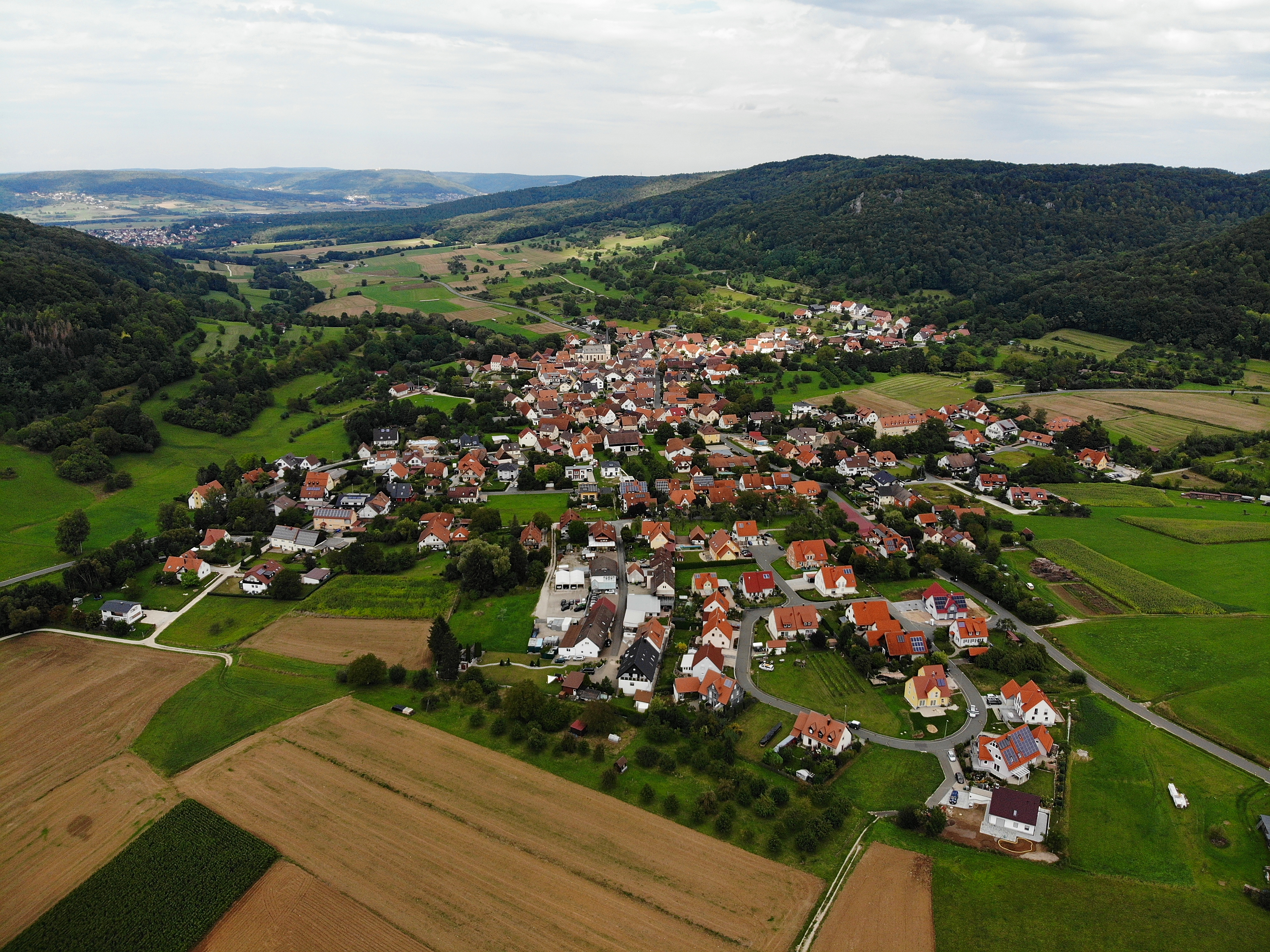
Leutenbach Luftaufnahme (2020)

Leutenbach ist eine Gemeinde im oberfränkischen Landkreis Forchheim. Sie ist Mitglied der Verwaltungsgemeinschaft Kirchehrenbach.

## Geographie

### Geographische Lage
Leutenbach liegt in der Fränkischen Schweiz zwischen Erlangen und Bayreuth am Ehrenbach.

### Gemeindegliederung
Die Gemeinde Leutenbach hat 7 Gemeindeteile (in Klammern ist der Siedlungstyp angegeben):
- Dietzhof (Dorf)
- Leutenbach (Pfarrdorf)
- Mittelehrenbach (Kirchdorf)
- Oberehrenbach (Kirchdorf)
- Ortspitz (Dorf)
- Seidmar (Dorf)
- St. Moritz (Wallfahrtskirche)

Es gibt auf dem Gemeindegebiet die Gemarkungen Leutenbach, Mittelehrenbach und Oberehrenbach (nur Gemarkungsteil 1).

### Nachbargemeinden
Nachbargemeinden sind (von Norden beginnend im Uhrzeigersinn): Kirchehrenbach, Pretzfeld, Egloffstein, Gräfenberg, Kunreuth, Pinzberg, Wiesenthau.

## Geschichte

### Bis zum 19. Jahrhundert
Leutenbach wurde mit großer Wahrscheinlichkeit vor dem Jahr 1000 gegründet. Die Burg der Herren von Ludunbach (auch: Leutenbach, Ludenbach) ist zwischen 1079 und 1203 bezeugt, sie befand sich wohl auf dem südöstlich gelegenen Burgstein, und ist mit dem Burgstall Burgstein identisch. Leutenbach im heutigen Regierungsbezirk Oberfranken kam nach dem Aussterben des Geschlechts an das Hochstift Bamberg. Seit dem Reichsdeputationshauptschluss von 1803 gehört der Ort zu Bayern.

### Eingemeindungen
Die heutige Gemeinde Leutenbach entstand am 1. Mai 1978 anlässlich der Gemeindegebietsreform in Bayern aus den 1818 entstandenen Gemeinden Leutenbach sowie Mittelehrenbach und Oberehrenbach.

## Politik
Die Gemeinde ist Mitglied der Verwaltungsgemeinschaft Kirchehrenbach.

### Bürgermeister
Erster Bürgermeister ist seit 2014 Florian Kraft (FW Leutenbach-Dietzhof). Vorgänger war Otto Siebenhaar (FW Leutenbach-Dietzhof).

### Gemeinderat
Der Gemeinderat von Leutenbach hat zwölf Mitglieder zuzüglich des Ersten Bürgermeisters.
|      | FW Leutenbach-Dietzhof | WG Ehrenbach | WG Oberehrenbach | CSU | WG Ortspitz-Seidmar | Gesamt   |
| 2002 | 4                      | 5            | –                | 1   | 2                   | 12 Sitze |
| 2008 | 5                      | 3            | 2                | 1   | 1                   | 12 Sitze |
| 2014 | 4                      | 2            | 2                | 3   | 1                   | 12 Sitze |
| 2020 | 6                      | 3            | 2                | –   | 1                   | 12 Sitze |

(Stand: Kommunalwahl am 15. März 2020)

### Wappen und Flagge
| Wappen der Gemeinde Leutenbach | Blasonierung: „In Gold ein schräglinker blauer Wellenbalken; oben ein aufrechter schwarzer Speer mit wehendem roten Fahnentuch, bestreut mit sechs sechsstrahligen goldenen Sternen; unten eine schwarze Zinnenmauer.“ |
| Wappen der Gemeinde Leutenbach | Wappenbegründung: Auf einer Anhöhe im Gemeindegebiet liegt St. Moritz. Oberhalb davon, auf dem Burgstein, befand sich die Burg der Herren von Ludunbach (Leutenbach, Ludenbach), die zwischen 1079 und 1203 bezeugt sind. Daran erinnert die Zinnenmauer im Gemeindewappen. Von St. Moritz ist ein befestigter Friedhof mit einer Kapelle erhalten. Speer und Fahnentuch sind die Attribute des heiligen Mauritius und weisen auf das Patrozinium der St.-Moritz-Kapelle hin. Die sechs Sterne stellen die sechs Orte im Gemeindegebiet dar. Der blaue Wellenbalken symbolisiert den Ehrenbach, der namengebend für zwei Orte ist und das Gemeindegebiet von Süd nach Nord durchfließt. Die Gemeinde Leutenbach führt das Wappen seit 1999. |

Die gleichzeitig genehmigte rot-gelbe Gemeindeflagge wird nicht verwendet.

## Kultur und Sehenswürdigkeiten

### Veranstaltungen
- Kirchweih am Wochenende des zweiten Sonntags im Oktober

### Vereine
Der Fränkische-Schweiz-Verein hat in Leutenbach eine von 45 Ortsgruppen in der Region. Die Ortsgruppe wurde im Jahr 1968 gegründet. Nach einigen Jahren stellte der Verein seine Aktivitäten wieder ein. Einen Neuanfang der Ortsgruppe mit komplett neuer Mannschaft war im Jahr 1981.
Die Freiwillige Feuerwehr Leutenbach-Dietzhof hat 231 Mitglieder, 5 Ehrenmitglieder und 44 Kinder und Jugendliche (Stand: 12. Januar 2014).
Folgende Freiwillige Feuerwehren sind Patenvereine: Hundsboden, Ortspitz-Seidmar, Pinzberg und Kirchehrenbach.
Der Kultur- und Förderverein e. V. Leutenbach (Umbenennung: 2004) wurde ursprünglich bereits 1948 gegründet, er befasst sich aktuell mit Ferienprogrammen, Gestaltung von Kinderspielplätzen, Organisation von Ausflügen für „Jung und Alt“ sowie der Organisation diverser Kurse und seit 1995 mit dem Aufbau und der Leitung der Theatergruppe Leutenbach.
Der Obst- und Gartenbauverein Leutenbach e. V. hat 79 Mitglieder und befasst sich mit Gartenkultur, Landesverschönerung, Heimatpflege, Natur- und Umweltschutz. In seinem 6000 Quadratmeter großen Vereinsgarten (Informationsgarten) am Mühlweiher werden zahlreiche Obstgehölze und Blumenbeete gezeigt.

## Brauereien
In der Gemeinde gibt es die Brauerei Drummer in Leutenbach. Die Brauerei Alt in Dietzhof schloss im Jahr 2024.